# Geschichte Albertas
Die Geschichte Albertas umfasst die Entwicklungen auf dem Gebiet der kanadischen Provinz Alberta von der Urgeschichte bis zur Gegenwart. Alberta ist eine der drei kanadischen Prärieprovinzen. Sie konnte von Menschen erst nach dem Rückzug der Gletscher ab etwa 10.000 v. Chr. bewohnt werden. Die Nachkommen dieser frühesten menschlichen Bewohner gehören heute zu den Stämmen der Assiniboine, Siksika (zu Kolonialzeiten Schwarzfuß genannt) und Cree. Insgesamt erkennt Indigenous and Northern Affairs Canada aktuell 48 Stämme in der Provinz an. Dazu kommen zahlreiche Métis, Nachfahren europäischer Einwanderer und Indianer.

Alberta und Kanada

Viele Orte, so etwa die Hauptstadt Edmonton, zugleich die zweitgrößte Stadt der Provinz, gehen auf Forts der Pelzhandelsgesellschaften zurück, die von Mitte des 18. Jahrhunderts bis zur Übernahme durch das entstehende Kanada die Region zunehmend dominierten. Hingegen geht Calgary, die größte Stadt, auf eine Station der Royal Canadian Mounted Police zurück. 1905 entstand die Provinz, deren Wirtschaft auf Rinderzucht und Getreideanbau basierte, während die indigenen Völker, inzwischen in der Minderheit, in Reservate verwiesen wurden.
Die Krise der regionalen Landwirtschaft ab etwa 1914, verstärkt durch die Weltwirtschaftskrise, brachte für ein halbes Jahrhundert (etwa 1921 bis 1971) eine eigenwillige Parteienlandschaft hervor. Die Dominanz des Agrarsektors änderte sich erst mit dem Industrialisierungsschub, den der Zweite Weltkrieg auslöste, und der durch Rohstofffunde vorangetrieben wurde. Heute herrschen Öl- und Gasindustrie, aber auch andere Rohstoffindustrien vor.

## Ur- und Frühgeschichte

### Erste menschliche Spuren, Clovis und Folsom

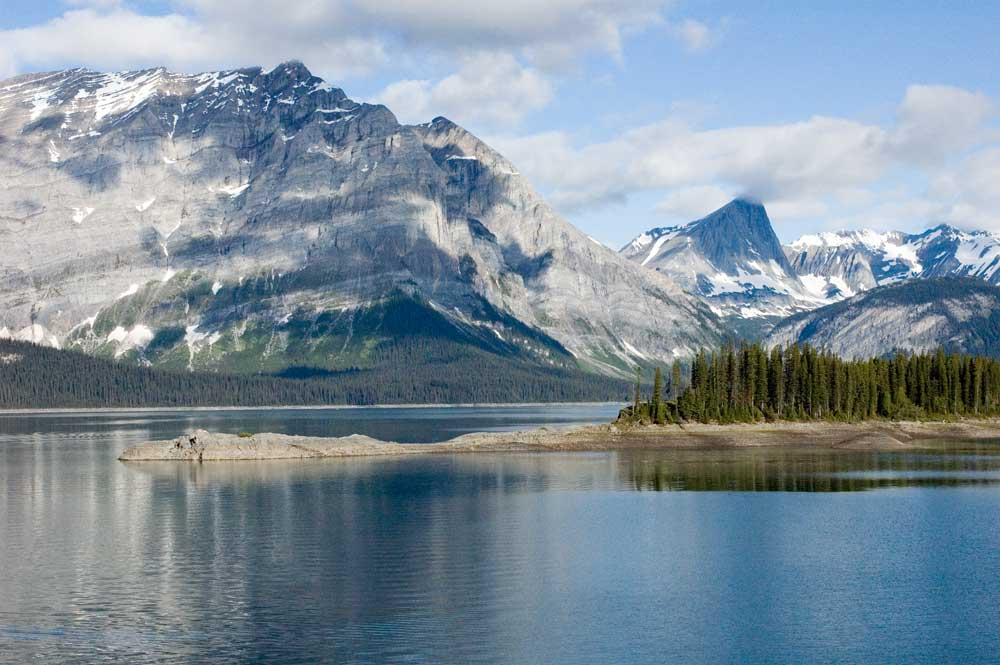
Upper Kananaskis Lake im Peter Lougheed Provincial Park, an der Ostseite der Rocky Mountains

Über die erste menschliche Besiedlung des amerikanischen Kontinents aus Nordostasien (und möglicherweise anderen Gebieten) wird nach wie vor spekuliert. So kam etwa David J. Metzler zu dem Ergebnis, dass zwischen 17.000 und 14.000 v. Chr. und zwischen 12.000 und 10.000 v. Chr. ein eisfreier Korridor von Alaska entlang der Ostseite der Rocky Mountains bis in den eisfreien Teil Nordamerikas bestand. Doch dagegen, dass Menschen hindurchwanderten, spricht, dass dieser schmale, extrem kalte und trockene Streifen den Beutetieren dieser frühen menschlichen Bewohner keine bewohnbaren Biotope geboten hätte. Die Trockenheit hätte auch keine Ernährung auf pflanzlicher Basis zugelassen. Dagegen spricht aber auch, dass die Fundstellen im Süden älter sind, als die im Norden. So nimmt man heute an, dass ab etwa 10.000 v. Chr. die ersten Bewohner, die man nach dem Fundort Clovis benennt, vielleicht ein halbes bis ein Jahrtausend brauchten, um sich in Nordamerika zu verbreiten. Ob es weitere Einwanderergruppen gab, die nicht mit den Paläo-Indianern in genetischem Zusammenhang standen, ist umstritten.

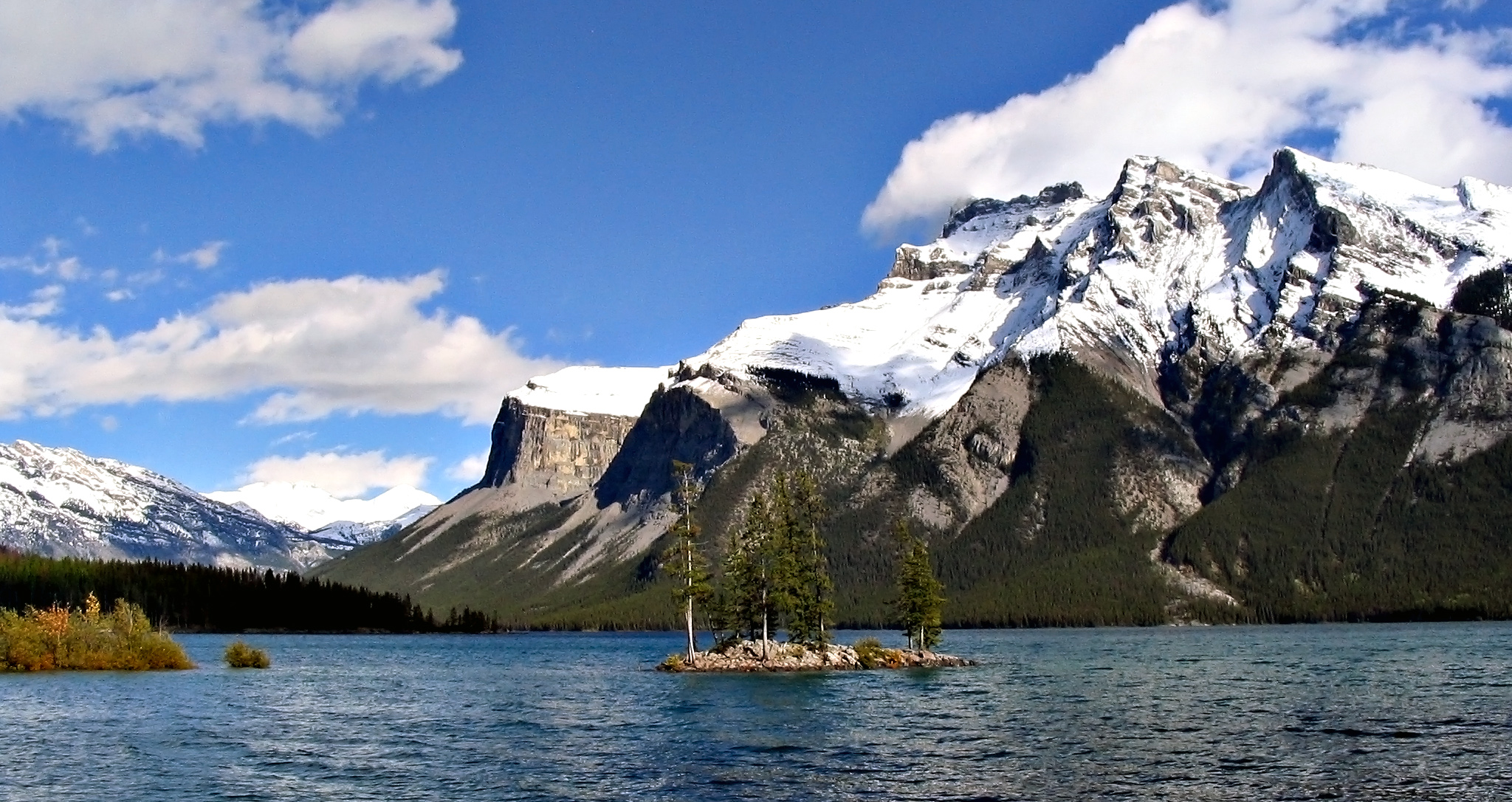
Lake Minnewanka

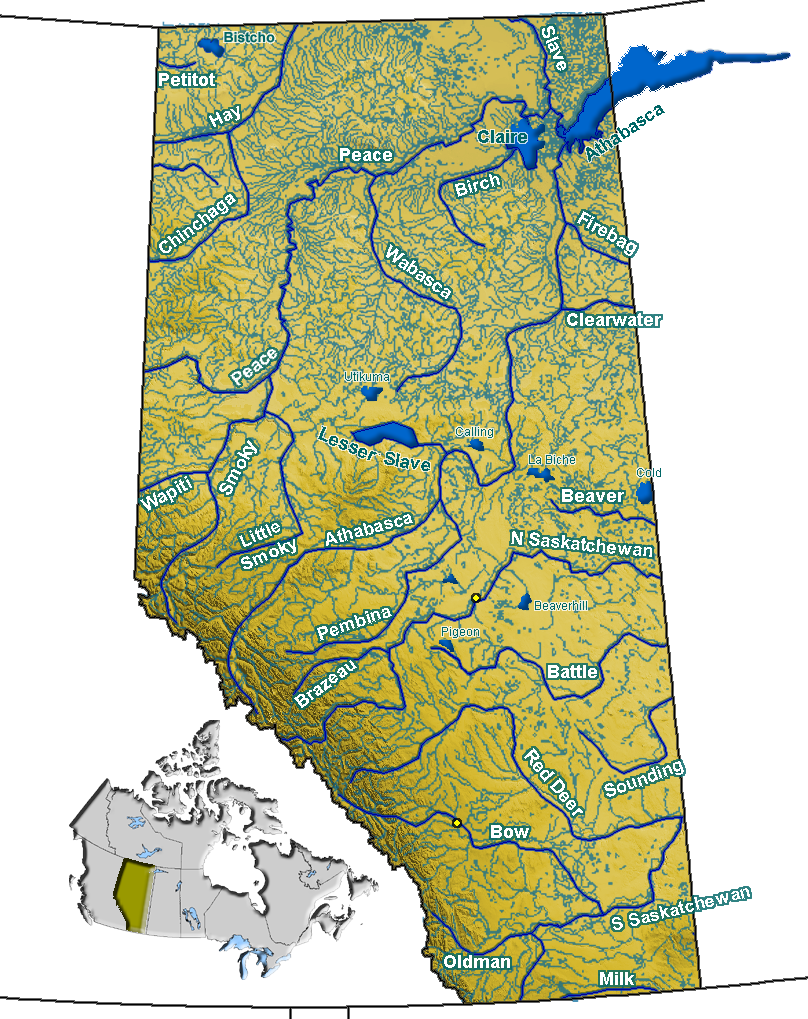
Flüsse in Alberta

Mit dem Ende der letzten Eiszeit um 10.000 v. Chr. zog sich der bis über einen Kilometer dicke Eispanzer sukzessive von Süd nach Nord aus Alberta zurück. Bereits 2000 Jahre vorher erstreckte sich eine schmale eisfreie Zone entlang der Ostseite der Rocky Mountains und im äußersten Süden Albertas. Mammuts, Bisons und Pferde zogen nordwärts, ihre Überreste fanden sich beispielsweise an den Ufern des St. Mary River (9200 v. Chr.). Zu dieser Zeit lassen sich menschliche Spuren im Süden Albertas nachweisen, die zur Folsom-Kultur und zur Agate Basin culture gerechnet werden, nomadischen, hauptsächlich auf Jagd basierenden Kulturen. Sie waren möglicherweise Bisonjäger, doch in Alberta wurden nur wenige Folsom-Funde wie bei Vilna (rund 150 km nordöstlich von Edmonton) und am James-Pass in den Rocky Mountains gemacht. Funde am Lake Minnewanka nahe Banff, im Drayton Valley und in der Peace-River-Region sowie bei Cardston weisen auf eine andere Lebensweise hin. Offenbar jagten diese ersten Bewohner neben anderem Großwild auch kleine Pferde und benutzten dabei Waffen vom Clovis-Typ. Diese Gruppe lebte im Gegensatz zu den Folsom-Leuten, die eher im Süden und in den USA lebten, weiter im Norden, z. B. an den Vermilion Lakes (westlich von Banff), wo sie möglicherweise von heute noch vorhandenen Dickhornschafherden hingelockt wurden.
Die Waffen der menschlichen Jäger zeichnen sich durch eine besondere Art der Projektilspitzen aus, die aus Quarzit und Schluff- oder Siltstein bestanden. Eine Art Auskehlung wurde vorgenommen, und die Befestigung an Holz- oder Hornschäfte erfolgte mittels Tiersehnen. Möglicherweise waren die jungsteinzeitlichen Jäger so erfolgreich, dass Mammuts und Pferde verschwanden, doch könnte dies auch auf den drastischen Klimawandel zurückgehen. Graslandschaften und boreale Wälder breiteten sich in den folgenden Jahrhunderten weiter nach Norden und Osten aus. Während im Süden Clovis- und Folsomwaffentypen vorherrschten, existierte zur gleichen Zeit in Zentral-Alberta eine Gruppe von Jägern, die die lanzenförmigen Spitzen des Südens offenbar nicht gebrauchte. In dieser Region standen um 8000 v. Chr. bereits boreale Wälder.
Ob diese Jäger und Sammlergruppen auf wenige Tierarten spezialisiert waren, oder alles Essbare jagten, dessen sie habhaft werden konnten, ist unklar. Die erstere Lebensweise würde eine stärkere Vorratshaltung erzwingen, die letztere einen größeren Schweifraum, so der Konsens der Wissenschaftler. Zumindest in der Frühphase der Besiedlung war eine Spezialisierung eher unwahrscheinlich. Klar ist nur, dass mit dem Verschwinden der Megafauna, vor allem von Mammut und Mastodon, eine Spezialisierung auf kleinere, aber in großen Herden vorkommende Tiere einsetzte, auf Karibus und Bisons. So wanderten Folsom-Gruppen wahrscheinlich bis zu 1400 km pro Jahr umher, um ihrer Beute zu folgen.

### Archaische Phase, ca. 8000 bis 4000 v. Chr.
Zwischen 8000 und 6000 v. Chr. wurde Süd-Alberta zunehmend trockener, Seen versalzten, Waldbrände lassen sich nachweisen, die Baumgrenze stieg, sogar Sanddünen bedeckten spätere Fundstätten mehrere Meter hoch. Diese Periode, die insgesamt von etwa 7000 bis 4000 v. Chr. andauerte, wird als Altithermal oder Hypsithermal bezeichnet. Diese Trockenheit dürfte die Bisonherden nord- und ostwärts getrieben haben oder sie dazu veranlasst haben, sich in Flusstälern und Refugien wie die Cypress Hills zurückzuziehen. Ihnen folgten die menschlichen Jäger.
Zwischen 8500 und 7500 v. Chr. unterscheidet man zwei Fundgruppen, nämlich Agate Basin und Hell Gap. Diese Young Dryas genannte Phase war durch heißere Sommer und kältere Winter gekennzeichnet, deutlich extremer also als die Gegenwart. Die Gletscher breiteten sich weiter nach Süden aus. Ähnlich wie Cody, die Fundgruppe des anschließenden Jahrtausends (aufgeteilt in Alberta, Scottsbluff und Eden) lebten die Jäger und Sammler weiterhin als Nomaden, doch nutzten die jüngeren Gruppen nun Projektilspitzen mit einem breiten Schaft. Größte Fundstätte ist Lethbridge. Die Spezialisierung auf Bisons scheint einen ersten Höhepunkt erreicht zu haben, zugleich begannen sich die Gruppen erkennbar zu unterscheiden – auch wenn sich dies nur an steinernen Waffenresten ablesen lässt.

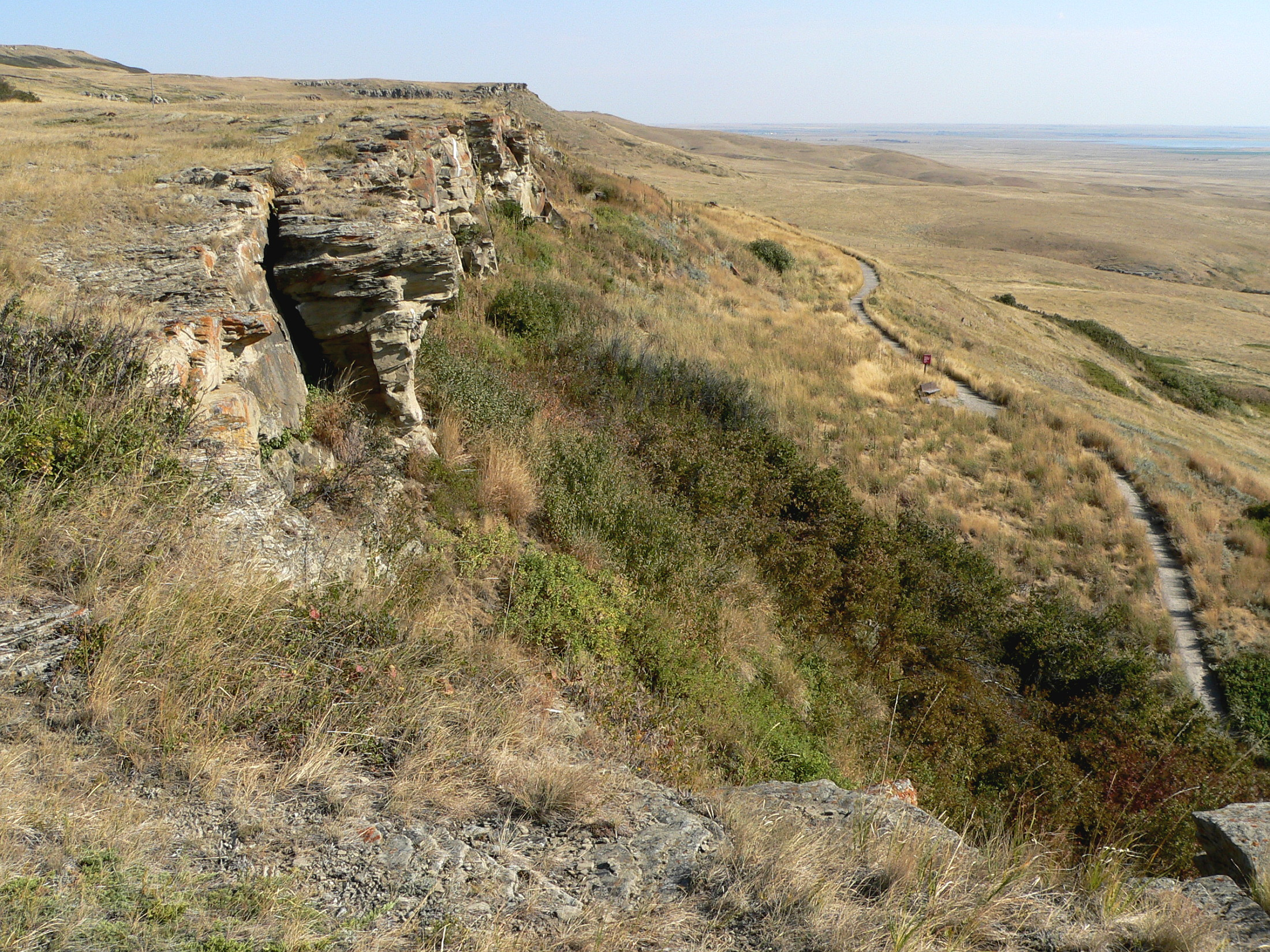
Zeugnis einer Treibjagdtechnik: Head-Smashed-In Buffalo Jump

Eine technologische Neuerung, die Speerschleuder (Atlatl), kam um 5000 v. Chr. in Gebrauch. Damit erhöhte sich die Reichweite der Jäger, aber auch ihre Sicherheit. Etwa um diese Zeit begannen die Jäger, ihre steinernen Projektilspitzen seitwärts am Schaft zu befestigen, was offenbar als vorteilhafter wahrgenommen wurde. So ließen sich jedenfalls nach der Jagd die teils aus lokalen Fundstätten, teils von weit her geholten Steine wiedergewinnen – bei einer Klinge, die an den Gardiner Lake Narrows nahe Fort McMurray gefunden wurde, ließ sich zeigen, dass der Stein aus einem 1600 km entfernten Lager aus dem Nordwesten stammte. Unter diesen Steinen waren Chalzedon und Obsidian. Die Trockenheit nahm zu und führte anscheinend zu einem starken Bevölkerungsrückgang, doch wurde die Region nicht menschenleer, wie zeitweise angenommen wurde. Erste Spuren so genannter Buffalo Jumps finden sich, eine Jagdtechnik, die darauf beruht, mehr oder minder große Herden über einen Abgrund zu hetzen. Die unter dem Absturz liegenden Plätze weisen mitunter mehrere Meter dicke Schichten von Schlacht- und Verwertungsüberresten auf.

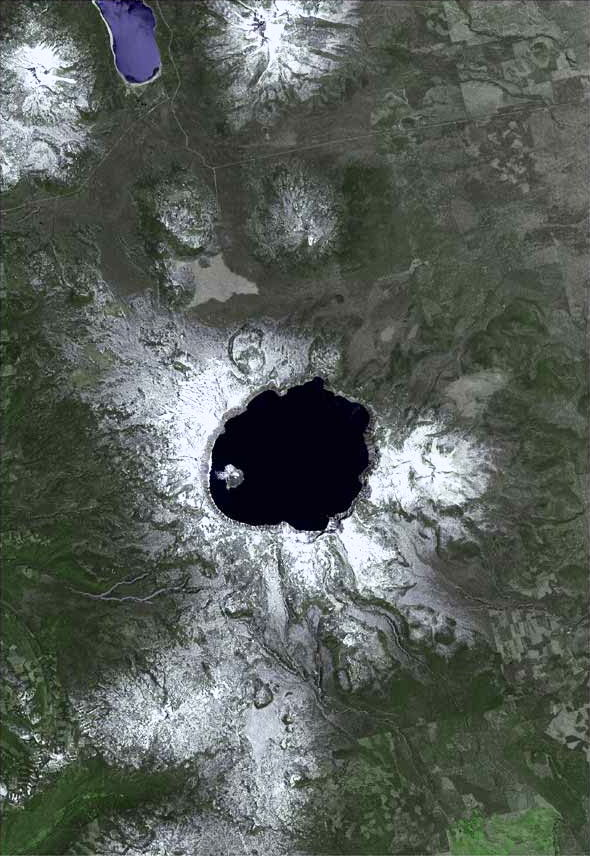
Satellitenbild des über 50 km² großen Crater Lake in Oregon, der eine durch einen Vulkanausbruch entstandene Caldera füllt

Zwischen 4800 und 4250 v. Chr. brach der Mount Mazama in Oregon aus, dessen Asche die zeitlich davor liegenden archäologischen Schichten in ganz Mittel- und Südalberta von den späteren trennt.

### Nach-Mount-Mazama, ab 4000 v. Chr.
Bis etwa 3500 v. Chr. erstreckte sich eine trockene, warme Phase, die für die weiteste Ausbreitung der Graslandschaft zu Lasten der Wälder sorgte.
Ab 3000 v. Chr. lassen sich Vorratshäuser nachweisen. In diesen Pit-Häusern wurden in Wasser gelegte Knochen mit Hilfe glühender Steine ausgekocht, wahrscheinlich um Pemmikan herzustellen.
Oxbow und McKean sind die Namen der Fundstätten, die die anschließende Epoche bezeichnen. Oxbow-Stätten fanden sich vor allem an den beiden Wabasca Lakes, wo heute Bigstone Cree leben, und bis zu den Birch Mountains. Die Projektilspitzen erhielten ohrförmige Ausbuchtungen an der Rückseite.
Um 2000 v. Chr. begann eine erneute Zwischenkaltzeit mit kühleren, feuchteren Wintern. Ausgetrocknete Seen füllten sich wieder mit Wasser, größere Büffelherden durchzogen das Gebiet. Die Fortentwicklung der Treibjagden schlägt sich in einer großen Zahl von Knochenfunden nieder. Ab etwa 2200 v. Chr. tauchen im Süden Spitzen vom Typ McKean auf, daneben Duncan oder Hanna, bei denen nicht klar ist, ob sie von denselben Gruppen hergestellt wurden. Möglicherweise verdrängten sie die Oxbow-Leute weiter nach Norden. An der Cactus Flower-Ausgrabungsstätte bei Medicine Hat fand sich eine röhrenförmige Pfeife, die etwa 4700 Jahre alt ist, wohl der älteste Nachweis des Rauchens. Grabbeigaben wie etwa im Majorville Medicine Wheel und anderen Fundstätten deuten auf eine gemeinsame religiöse Tradition hin.

### Pelican Lake bis Avonlea, ca. 1250 v. Chr. bis ca. 1000 n. Chr.
Die Pelican-Lake-Phase (ca. 1250 v. Chr. bis 500 n. Chr.) ist an tannenbaumförmigen Projektilspitzen für den Wurfspeer erkennbar. Es sind erste zeremoniell bedeutsame Plätze greifbar, die Medicine Wheels genannt werden. Sie sind zum Teil bis heute heilig. Ebenfalls zu dieser Zeit, vielleicht auch schon früher, entstand das Tipi, dessen Wandung von Steinkreisen am Boden gehalten wurde, die an zahlreichen Stellen im Süden Albertas aufgefunden wurden. Vielleicht geht die bis um Christi Geburt existierende Pelican-Lake-Kultur auf die McKane-Kultur zurück. Auf die Oxbow-Kultur folgte möglicherweise die Besant-Kultur, die bereits Tonwaren und – um 200 n. Chr. – Pfeil und Bogen kannte.
Um 1000 v. Chr. wuchs der Handel der Pelican-Lake-Leute auch über große Distanzen an. Bestimmte Steinarten, zum Teil vorbearbeitet, kamen aus Oregon und aus Nord-Dakota. Aus dem Gebiet der Großen Seen kam Kupfer. Schmuck aus Muscheln kam vom Pazifik und sogar vom Golf von Mexiko. Die Kultur der Moundbuilder in Ohio, Dakota und am oberen Mississippi strahlte bis weit nach Alberta aus. Vulkanisches Glas, Chalzedon und die Zähne von Grizzlybären wurden spätestens um 100 v. Chr. von den vergleichsweise dichten Bevölkerungen im Süden nachgefragt und veranlassten Sammler und Jäger in Alberta, sich auf die Suche nach diesen Handelsgütern zu machen – ein Muster ökonomischen Verhaltens, in das die später aus Europa kommenden Pelzhändler sich leicht einfügten.
Um 150/250 bis 700/1000 lassen sich zwei sehr verschiedene Gruppen unterscheiden, deren Fundkennzeichen die so genannte Timber Ridged Side Notched Point ist, also eine mit hölzernem Rücken verstärkte, seitlich eingekerbte Spitze. Die südlichere Gruppe weist enge Kontakte nach Nord-Dakota und Süd-Saskatchewan auf. Die zweite Gruppe, die zwischen 100 und 500 n. Chr. Pfeil und Bogen mitbrachte, der schon um 3000 v. Chr. in Nordamerika auftauchte, unterschied sich kulturell erheblich. Sie bestand aus kleineren nomadischen Gruppen, während sich im Süden ein Zyklus saisonaler Wanderungen durchgesetzt hatte, deren Mittelpunkt feste Dörfer waren. Ton blieb bis etwa 500 eher selten. Auch die Töpferei war eher den Gruppen in Zentral-Saskatchewan und Manitoba vertraut als der ersteren Gruppe. Diese Phase, Avonlea nach einem Fundort in Saskatchewan benannt, wird wiederum in drei Phasen unterteilt. Während die frühe Avonlea-Periode noch ohne Tonwaren war und Pfeil und Bogen übernahm (ca. 100 bis 400), entwickelte sich in der mittleren Phase zunehmend der Gebrauch von Tongefäßen, während in der späteren Avonlea-Phase der Handel erkennbar zunahm (ca. 750 bis 1100).

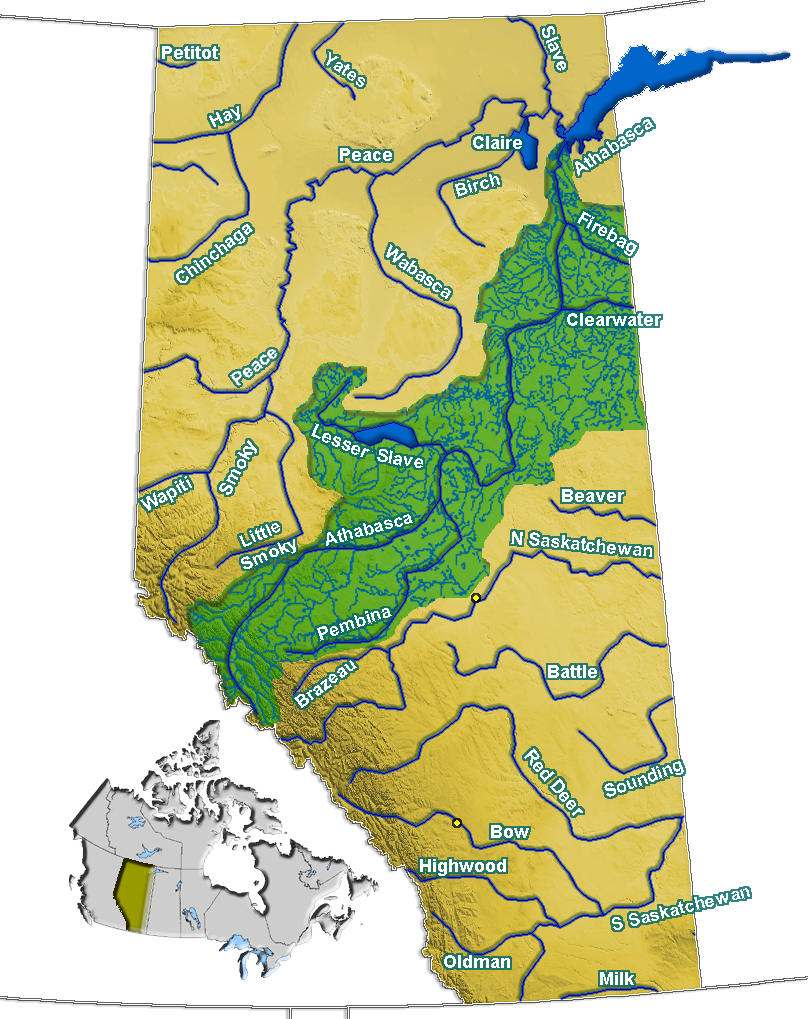
Entwässerungsgebiet des Athabasca River

Diese Phase ist neben relativ einheitlichen Pfeilspitzen, z. B. Besant am Lake Athabasca, durch Ausbreitung von Treibjagdtechniken gekennzeichnet, die als Buffalo Jump bekannt sind. An einigen Stellen wurden Überreste der zerlegten Tiere von bis zu 6 m Höhe gefunden. Die saisonalen Wanderungen folgten im Sommer den Büffelherden. Die recht großen Jagdgruppen trennten sich im Winter und zogen in die jeweiligen Dörfer. Auch wenn Büffel den Löwenanteil der Nahrung stellten – die Kadaverlagen wurden nachweislich höher –, so wurde dennoch nicht ganz auf Sammeln und Ausgraben von Pflanzen und Jagd von kleinerem Wild, sowie von Elchen, Bären usw. verzichtet. Zahlreiche Kochplätze lassen sich nachweisen. Auch gab es offenbar auf die Herstellung von Gefäßen spezialisierte Wohnstätten, vielleicht eine gewisse berufliche Spezialisierung.

### Verschiebungen ethnischer Großgruppen (ab ca. 750)
Welche der späteren ethnischen Gruppen auf die Avonlea-Leute zurückgehen, wird noch immer diskutiert. Um 750 zogen die später zu den Athabasken zählenden Stämme südwärts. Eine eigene Kultur manifestierte sich in Zentral- und Süd-Alberta, die eine hoch entwickelte Töpferei aufweist. Die Träger dieser Kultur waren wahrscheinlich die Vorfahren der Blackfoot. Die Vorfahren der Cree in Zentral-Saskatchewan wiesen schon jetzt andere kulturelle Formen auf, z. B. bei den Tonwaren. In dieser Zeit intensivierte sich auch die Büffeljagd – Treibjagdtechniken wie in Head-Smashed-In Buffalo Jump westlich von Fort MacLeod sorgten für ein reiches Fleischangebot.
Zwischen etwa 1650 und 1730/40 dominierte eine Sioux sprechende Kultur, möglicherweise mit starken Verbindungen zu den Dörfern von Nord-Dakota, den Süden Albertas. Vielleicht stellen sie eine erste Gruppe von Stämmen dar, die von den Irokesen verdrängt worden waren, ähnlich wie die Sioux-Stämme der Dakota, Nakota und Lakota weiter im Süden. Auch eine Flucht vor Pockenepidemien ist möglich. Sie erbauten um 1740 eine Festung an einer Furt durch den Bow River, 120 km östlich von Calgary, die unter dem Namen Cluny Fortified Village bekannt ist – an der Stelle wurde im Juni 2008 noch gegraben. Im Gegensatz zu den Tipi-Dörfern, die mehrere Jahrtausende lang in der Region vorherrschten, bestand dieses Dorf aus einem Palisadenzaun von 120 m Durchmesser und elf Gruben von fünf Metern Durchmesser, deren Funktion unbekannt ist. Diese Art von Dörfern ist ansonsten vom mittleren Missouri, 1500 km weiter südlich, bekannt. Doch lassen sich weder die übergroßen, kaum zu verteidigenden Lücken in den Palisaden noch die ungewöhnlich gebauten Gruben dadurch erklären. Die ansonsten in Alberta seltenen Knochenfunde aus dem Dorf weisen wieder auf südliche Verwandte hin, ebenso der Knife River Flint. Was völlig fehlt sind aber die typischen Erntewerkzeuge vom Missouri. Wahrscheinlich weist all dies auf Relikte einer bodenbebauenden Lebensweise hin, die im Übergang zu einer nomadischen begriffen war. Sie dürften auch die ersten Pferde hierher gebracht haben. Die Steinfunde weisen auf Handelskontakte nach Medicine Hat in British Columbia, nach Wyoming und Montana hin. 2007 fand man sogar Handelsgüter aus Europa, obwohl noch kein Europäer die Region betreten hatte. Es handelte sich um winzige Glasperlen. In der Überlieferung der Siksika erinnert man sich an den friedlichen Besuch einer Sioux-Gruppe, was zumindest die Offenheit des doppelten Palisadenzauns erklären könnte.
Eine gemeinsame Streitmacht der Blackfoot und Cree bremste jedoch die Expansion der Sioux nach Norden. Eine schwere Pockenepidemie setzte ihnen darüber hinaus so stark zu, dass sie aus Alberta wieder vollständig verschwanden. Auch die „kleine Eiszeit“ um 1700 wird ihnen das Überleben erschwert haben.

### Europäische Fernwirkungen, Mississippikultur
Neben den durch die Irokesen ausgelösten Völkerwanderungen traten vor allem Pockenepidemien als Fernwirkungen der noch gar nicht in unmittelbaren Kontakt getretenen Europäer bei den Stämmen Albertas auf, wie den genannten Sioux. Doch auch der Lebensstil änderte sich. Die Treibjagdtechniken wurden zwischen 1600 und 1700 aufgegeben, da Gewehre als Jagdwaffen und Ende des 17. Jahrhunderts Pferde auftauchten. Diese Kultur wird nach einem weiteren Fundort Women’s Buffalo Jump genannt. Dazu kam, dass die größte Stadt nördlich von Mexiko, Cahokia am Mississippi, dem Fernhandel starke Impulse gab.
Einer der wichtigsten Fundorte ist Writing-on-Stone, das so heißt, weil sich hier zahlreiche Steinritzungen und -malereien finden, die mindestens 500 Jahre zurückreichen, einige tausend und mehr. Die Siksika mieden die Stätte, lagerten jedenfalls nur selten dort. Die Werke lassen neben Symbolen die Waffen, vor allem Pfeil und Bogen, und die Beutetiere erkennen. Hier fand das Pferd nach etwa 1730 Eingang. Gepunktete Linien deuten nun Gewehrfeuer an, Striche abgeschossene Pfeile. Dafür verschwanden die Schilde.

## Pelzkompanien, Missionare (um 1750 bis 1870)
Im Gebiet der späteren Provinz Alberta erhielt die Hudson’s Bay Company (HBC) 1670 das Monopol für den Pelzhandel. Es bildete einen Teil von Ruperts Land, dem größten jemals einer privaten Gesellschaft zugewiesenen Monopolgebiet, doch machten ihr französische Pelzhändler diese Stellung streitig. Ihnen folgten nach dem Ende Neufrankreichs französische Händler aus Montreal, die sich in der North West Company zusammengefunden hatten.

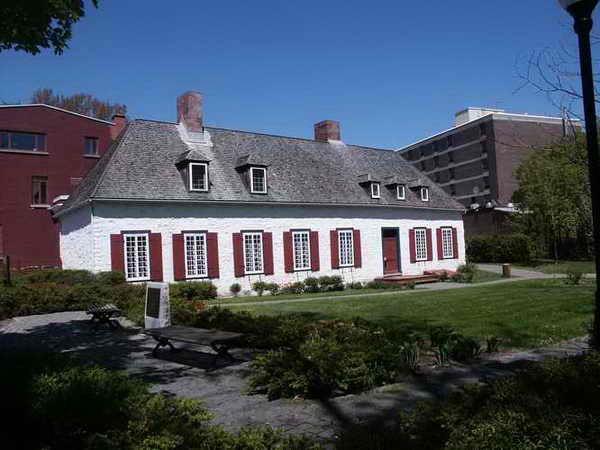
Das um 1880 errichtete, unter Denkmalschutz stehende, Nachfolgegebäude des von Boucher de Niverville bewohnten Manoir de Niverville in Trois-Rivières

Der erste französische Entdecker war wohl 1751 Joseph Bouchier de Niverville (1715–1804), der von Pierre Gaultier de la Vérendrye, dem französischen Entdecker, noch vor seinem Tod (1749) zur Erkundung ausgeschickt worden war. Genauer gesagt waren es die zehn Männer, die Bouchier de Niverville zur Errichtung von Fort La Jonquiere vorausgeschickt hatte. Der erste englische Entdecker, von dem wir wissen, erreichte das Gebiet 1754. Anthony Hendey (auch Hendry) verbrachte den Winter 1754/1755 bei den Blackfoot und besuchte das Gebiet von Red Deer und Edmonton. Sein Bericht über die Siksika, die Pferde hielten, stieß auf Unglauben.
Das erste britische Fort wurde 1778 von Peter Pond, einem Händler, der für die North West Company tätig war, 50 km vor der Mündung des Athabasca River errichtet. Diese Gesellschaft stand in scharfer Konkurrenz zur HBC, mit der sie 1821 verschmolzen wurde. Doch lieferten sich die beiden Gesellschaften von 1815 bis 1820 in der Red-River-Kolonie in Manitoba einen erbitterten Krieg, der als Pemmikan-Krieg bekannt ist.

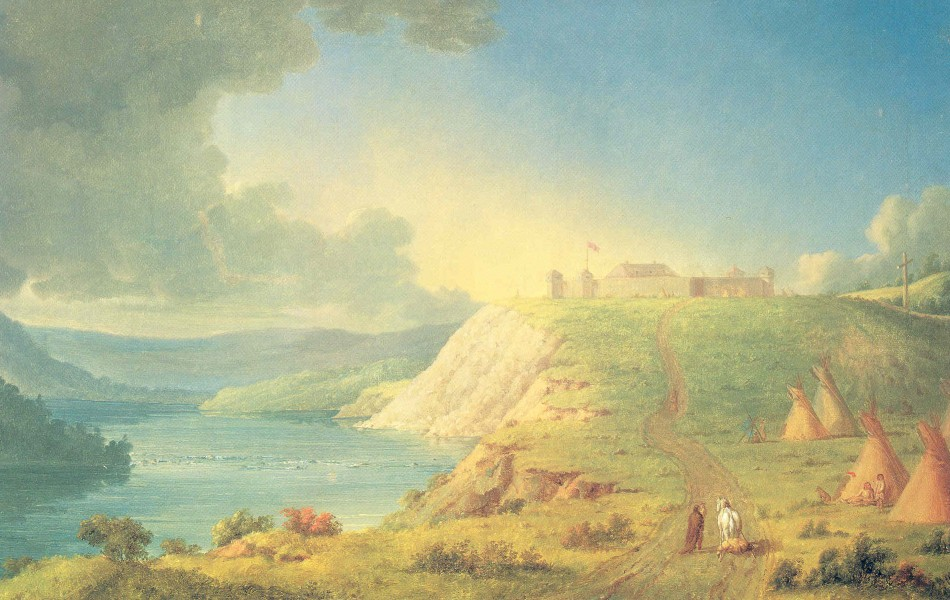
Fort Edmonton, Gemälde von Paul Kane, entstanden zwischen 1849 und 1856

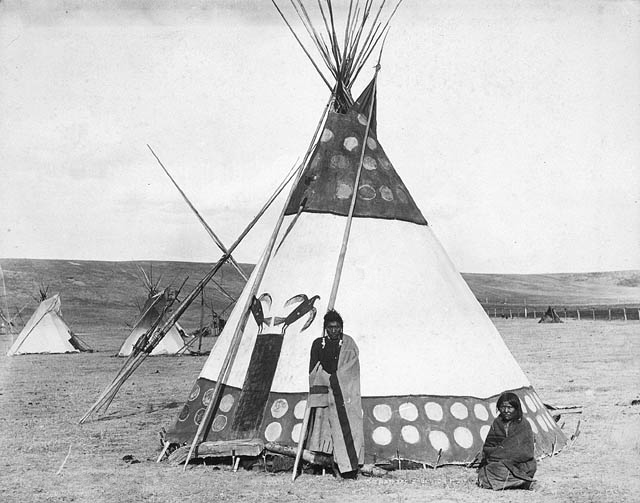
Sarcee-Mann und -Frau vor ihrem Tipi, nach 1903

Neben Hendey bereisten David Thompson, Alexander MacKenzie und George Simpson die Region. Dabei waren über mehrere Jahrzehnte die so genannten Peddlers, unabhängige, oftmals französische Pelzhändler mit guten Kontakten zu den Indianern, viel erfolgreicher als die HBC. Diese versuchte durch Forts, das Gebiet unter ihre Kontrolle zu bringen. Das erste dauerhafte Fort war Fort Chipewyan, das MacKenzie 1788 gründete, möglicherweise aber auch Fort Vermilion, das im selben Jahr entstand. Die erste dauerhafte Siedlung war das 1795 gegründete Edmonton, eine Gründung der HBC. Peter Fidler, der 1792 bis 1793 von der Hudson Bay bis in den Nordwesten Albertas reiste, überlieferte in seinem Journal erstmals die Namen und Siedlungsorte der Bewohner. So nannte er die Sarcee (heute Tsuu T'ina) in der Nähe des Battle River, die Snake River um den Bow River und die „Muddy River Indians“ oder Piikani am Highwood River sowie die Kootenay beim Oldman River.
Die Blackfoot siedelten sich im Gegensatz zu vielen anderen Stämmen im Nordwesten nicht in der Nähe der Forts an, denn die vorhandenen Handelsstrukturen führten ihnen die begehrten Waren der Europäer auch ohne diese räumliche Nähe zu. Aber sie brachten auch 1780 bis 1782 die erste Pockenepidemie, die eine unbekannte, aber hohe Zahl von Indianern das Leben kostete. Ebenso katastrophal war die Grippe, die 1835 in Saskatchewan, am Athabasca und am Peace River wütete. Diese Epidemien ließen auf Jahre den Pelzhandel zusammenbrechen, da die überlebenden Indianer den Kontakt mieden.

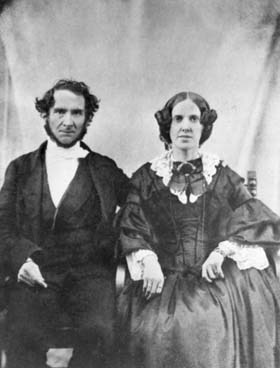
Robert Terrill Rundle und seine Frau Mary Wolverson, um 1860

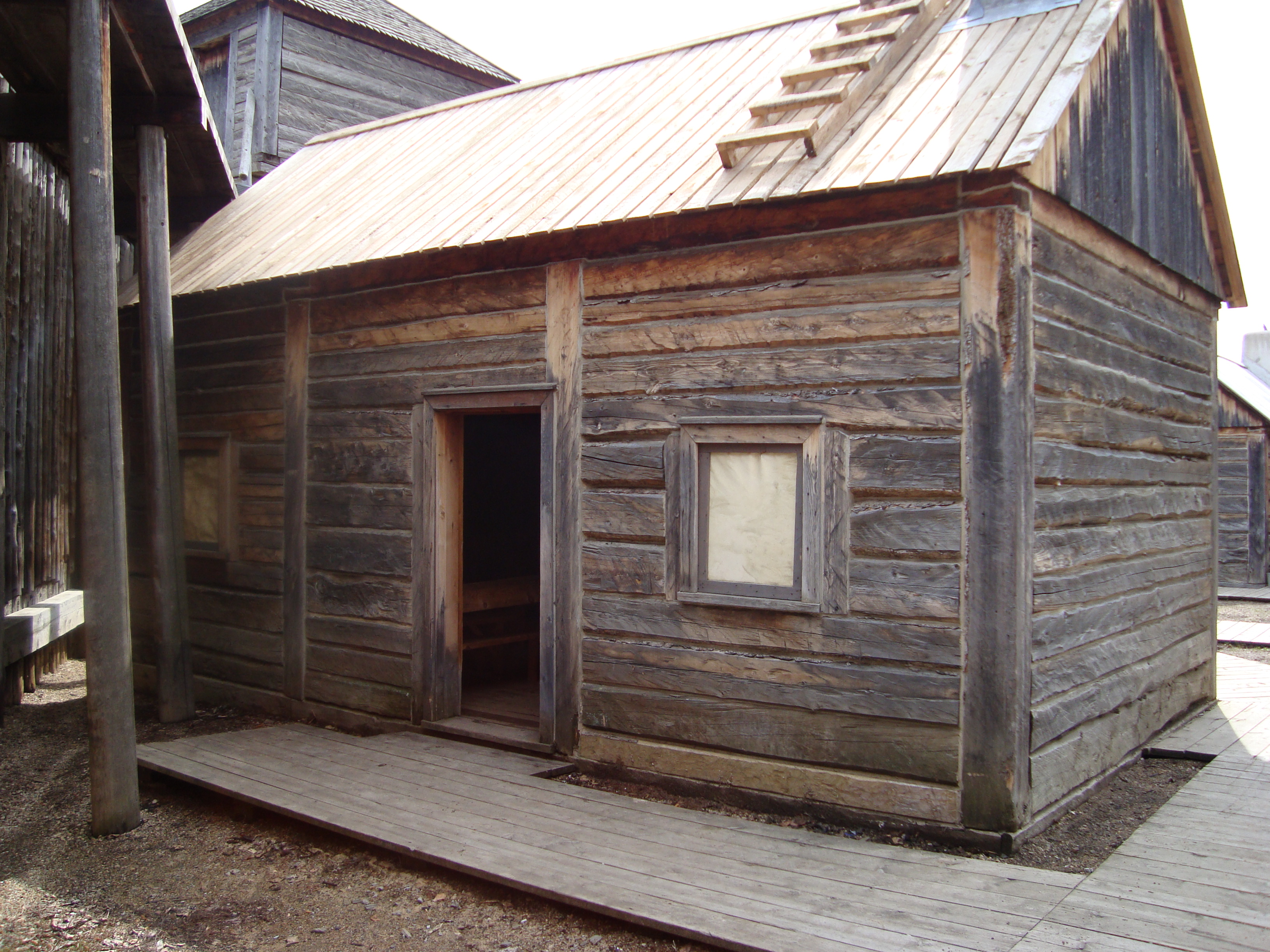
Rekonstruierte Hütte der Rundles im Fort Edmonton Park in der Provinzhauptstadt

Um 1800 verlagerten die Métis ihren Siedlungsschwerpunkt in die Region des späteren Manitoba und Alberta. Weitere Gruppen zogen weiter westwärts, als in Manitoba die Bisonpopulationen zusammenbrachen. Die Métis waren für die Versorgung der Forts mit Pemmikan von größter Bedeutung. Sie wurden nach der fast vollständigen Ausrottung der Herden zu Viehzüchtern. Zugleich waren sie nach französischem Vorbild zu Kleinbauern geworden.
In den 1840er-Jahren erschienen die ersten Missionare, wie Robert Rundle, ein Methodist, der die Region zwischen 1840 und 1848 bereiste, und 1847 Rundle's Mission gründete. Der erste Missionar, der eine Missionsstation einrichtete, war jedoch Jean-Baptiste Thibault. 1842 entstand seine katholische Missionsstation am Lac Claire. 1868 entstand die dazugehörige Ortschaft St. Albert. Von der Katholischen Kirche geführte Missionsanstrengungen begannen aber erst 1864; ihnen folgte die Anglikanische Kirche.

## Rebellionen, Verträge, Assimilationsversuche (1869 bis 1899)
Kurz nachdem die Hudson’s Bay Company 1869 Ruperts Land an die britische Kolonialmacht übergeben hatte, kam die Region an das soeben gegründete Kanada. Zum einen gehörte die Region nun zu den Northwest Territories, zum anderen entstand die North West Mounted Police, eine Streitmacht mit polizeilichen Aufgaben, die allerdings gelegentlich militärische Aufgaben mit übernahm. Dazu kam die Aufgabe, illegale Zuwanderung aus den Vereinigten Staaten zu unterbinden. Das erwies sich als schwierige Aufgabe, denn vor allem die Alkoholhändler machten bei den Indianern gute Geschäfte. Diese jedoch lösten Auseinandersetzungen aus, die schließlich im Cypress-Hills-Massaker von 1873 an 20 Nakota mündeten, bei dem betrunkene Händler und ihre Métisträger um sich schossen. Die Mounties mussten geradezu militärisch gegen Fort Whoop-Up beim heutigen Lethbridge vorgehen. 275 Männer der 1873 gegründeten Truppe marschierten im Juli 1874 im so genannten March west nach Alberta. Dort erbauten sie ihr Hauptquartier Fort MacLeod. 1875 entstanden Fort Walsh und Fort Calgary.

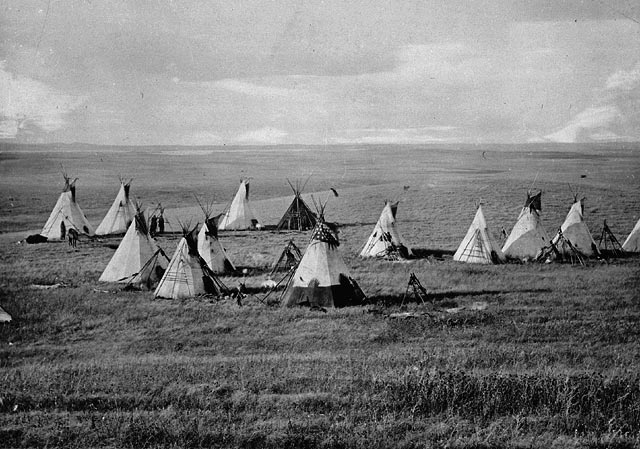
Lager der Cree südlich von Vermillion, 1871

Mit den Indianern schloss die Regierung ab 1871 die so genannten Numbered Treaties, elf bis heute gültige Verträge, mit denen die Ureinwohner in weiten Teilen des Landes in Reservate abgedrängt wurden. Parallel dazu wurde ein Programm der Besiedlung vorangetrieben, um das riesige Gebiet landwirtschaftlich zu nutzen. Dabei wurde den Indianern durch massenhaftes Töten der Büffelherden, die für viele Stämme die Nahrung lieferten, die Lebensgrundlage entzogen. Dies wiederum trieb die Stämme in schwere Auseinandersetzungen untereinander, die 1870 in die Schlacht am Belly River zwischen Blackfoot und Cree mündeten. Sie war die letzte Schlacht zwischen Indianerkonföderationen in Kanada.
1862 wurde das Hospice St Joseph, die erste Residential School in Alberta, am Lac La Biche eingerichtet. Diese Schulen dienten der Assimilation der Indianerkinder, ähnlich wie das Erzwingen bäuerlicher Tätigkeit bei den Erwachsenen, wie es Edgar Dewdney, dem Hauptverantwortlichen für die riesigen Nordwestgebiete, vorschwebte. Mit der Gründung Kanadas 1867 und dem Erwerb des Nordwestens von der Hudson’s Bay Company wurde das Gebiet zu einer Art Grenzregion. Die Indianer sollten in Reservaten zusammengefasst und an den Lebensstil der weißen Mehrheit angepasst werden. Zur Überwachung der Umsiedlungen und bald auch der Niederschlagung von Aufständen wurde die North West Mounted Police unterhalten. Mit dem Indianergesetz (Indian Act) von 1876 wurde der Rechtsrahmen für diese Vorgehensweise geschaffen. Für Alberta waren die Numbered Treaties, vor allem Nr. 6 (Fort Carlton 1876), Nr. 7 (Blackfoot Crossing, 1877) und Nr. 8 (Lesser Slave Lake, 1899) von großer Bedeutung, denen sich die Indianer vor allem deshalb fügen mussten, weil sie der Hunger dazu zwang. Die Büffelherden verschwanden 1878 endgültig Richtung Montana, doch wurden sie auch dort fast völlig ausgerottet.
Die frankophonen Métis, denen ein wichtiger Teil ihrer Lebensgrundlage, die Büffel, entzogen worden war, forderten eine eigene Provinz im neu entstandenen Kanada. Als größte Bedrohung sahen sie schon seit langem die Zuwanderungspolitik der HBC an, die auch ihr zweites wirtschaftliches Standbein, den Landbau bedrohte. Die kanadische Regierung setzte diese Politik augenscheinlich fort und so kam es 1869 zur Red-River-Rebellion und 1885 zur viel blutigeren Nordwest-Rebellion. 1870 berücksichtigte der Manitoba Act zwar noch die Forderungen der Métis, so dass die Rebellion unblutig endete, doch die inzwischen weiter westwärts nach Saskatchewan ausgewichenen Métis, vor allem um Batoche, versuchten weiterhin eine eigene Provinz zu erhalten. Die anfangs erfolgreiche Métis-Rebellion brach jedoch mit der Schlacht von Batoche zusammen, und auch die Cree unter Big Bear mussten nachgeben. Einige ihrer Krieger, wie Wandering Spirit, wurden hingerichtet, genauso wie der Métisführer Louis Riel.

## Verträge mit Ureinwohnern, Einwanderungspolitik und die Entstehung der Provinz

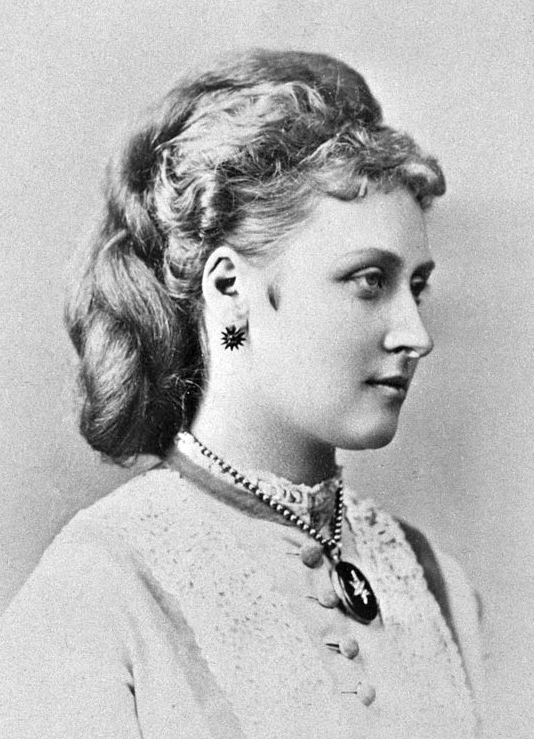
Louise Caroline Alberta, die vierte Tochter Königin Victorias und Ehefrau des Vizegouverneurs von 1878 bis 1883 (1870). Nach ihr wurde die Provinz benannt.

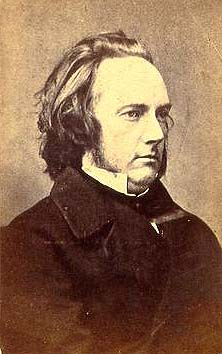
John Campbell, Vizegouverneur von 1878 bis 1883, Ehemann von Prinzessin Louise Caroline Alberta, 1880

1882 teilte die Regierung das riesige Gebiet im Norden und Westen auf. So entstanden die Distrikte Alberta, Saskatchewan, Assiniboia und Athabasca. In den 1890er-Jahren schloss man Alberta mit Athabasca zusammen, hinzu kam ein kleiner Teil von Assiniboia, dessen Löwenanteil an Saskatchewan ging. Die infrastrukturelle Anbindung der Region wurde durch den Bau der Canadian Pacific Railway ungemein beschleunigt, deren Züge in Calgary Halt machten. Damit war die Grundlage für eine verstärkte Einwanderung gelegt, denn die Produkte der Siedler konnten nun auch im übrigen Kanada vermarktet werden. Vor allem die 1876 begonnene Rinderzucht, die denselben Boden nutzen konnte, den die Büffelherden abgegrast hatten, bildete die wichtigste Grundlage der Siedlungsaktivitäten.
Nachdem sich 1869/70 die Métis im Red-River-Distrikt gegen die Bedrängung durch Siedler gewehrt hatten, und danach westwärts abgewandert waren, kam es dort 1885 zur Nordwest-Rebellion. Dabei wehrten sich die Métis gegen die Bedrohung ihrer Existenzgrundlage, denn einerseits wurde der Büffel praktisch ausgerottet, andererseits begannen großflächige Rinderbetriebe mit größerer Effizienz ihre Produkte von den Märkten zu verdrängen. Die freie Vergabe von Land, die man aus den USA übernehmen wollte, bedrohte zudem ganz unmittelbar die von den Métis in Manitoba eingerichtete Siedlungs- und Lebensweise. Hier standen die Eisenbahntrassen und die riesigen Besitztümer der Hudson’s Bay Company der Spekulation offen. Da der Wert der immer gleich großen Landstücke sehr stark divergierte, kam Insiderinformationen ein unschätzbarer Wert zu, Informationen, an die die Métis mangels Regierungs- und Unternehmenskontakten kaum gelangen konnten. So fühlten sie sich übervorteilt und setzten sich zur Wehr. Dabei lieferten sie sich mehreren Schlachten gegen Milizen und Regierungstruppen. Die Indianer in dem riesigen Gebiet waren zu dieser Zeit ebenfalls äußerst beunruhigt, da sie, gleichfalls wegen des Verschwindens der Büffel, unter Hunger litten. General Strange bot Truppen aus Calgary auf, vor allem zog man aber Truppen im Osten zusammen. 1885 kam es im äußersten Osten der späteren Provinz Alberta zum Frog-Lake-Massaker. Doch schließlich mussten die zahlenmäßig schwachen Gruppen der Indianer und auch die Métis aufgeben.
1890 starb Häuptling Crowfoot, der sich bemüht hatte, bessere Bedingungen für seinen Stamm, die Siksika, zu erringen unter anderem auch durch Treaty Nummer 7. Ab 1889 wurden die Versuche intensiviert, die Indianer zu Bauern zu machen. Doch zugleich durften sie keine Landmaschinen erwerben, mussten ihre Werkzeuge selbst herstellen, und jeder Kauf oder Verkauf von Agrarprodukten oder Vieh erforderte die Genehmigung des Indianeragenten.

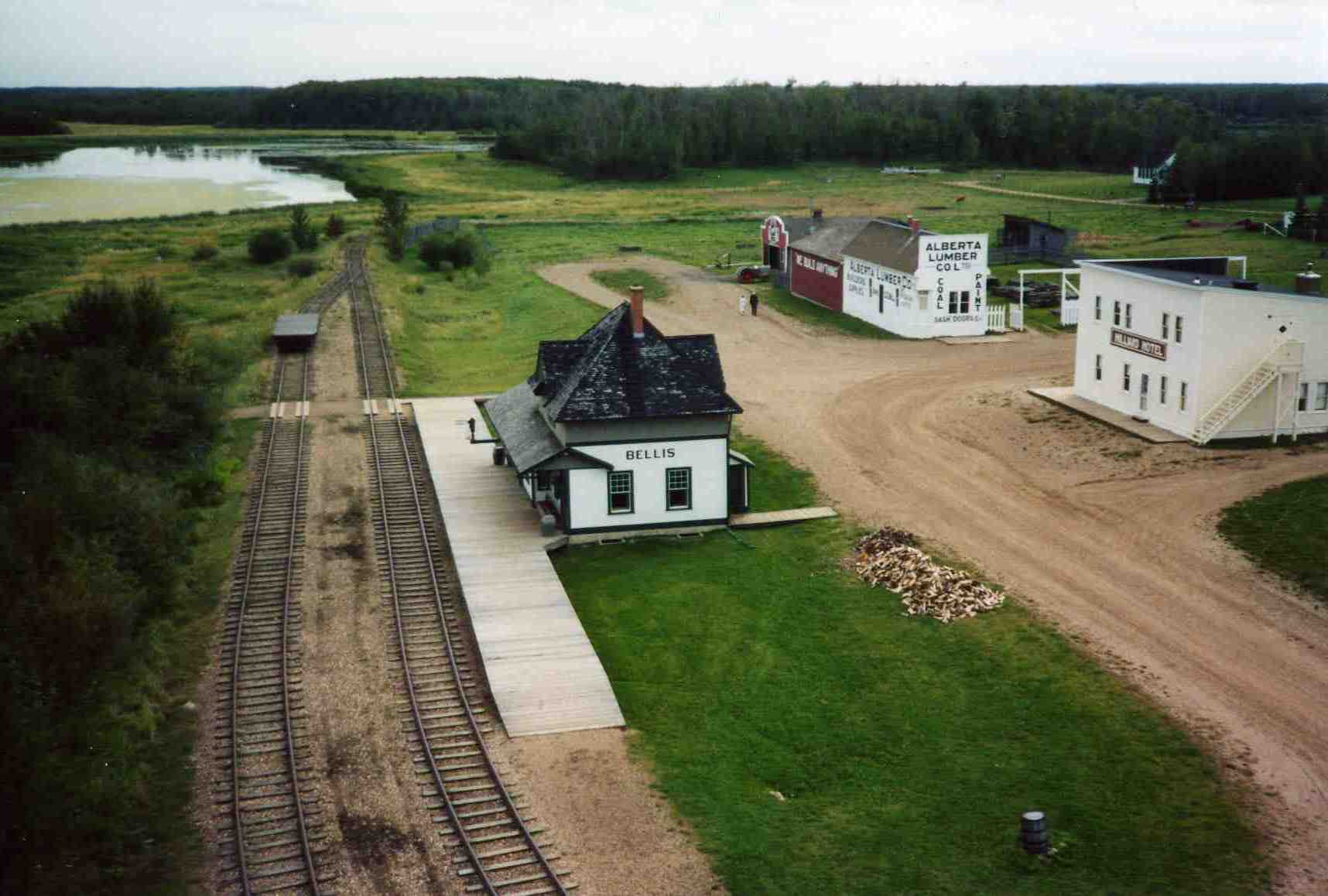
Teil eines ukrainischen Dorfes, Ukrainian Cultural Heritage Village

In den Jahren nach den Aufständen förderte die Regierung hingegen in großem Umfang die Zuwanderung aus dem Osten Kanadas und aus Großbritannien, bald auch aus Skandinavien, Deutschland und der Ukraine. Die Einwanderer siedelten oft in separaten Orten, die Albertas Dorflandschaft bis heute stark segmentieren.

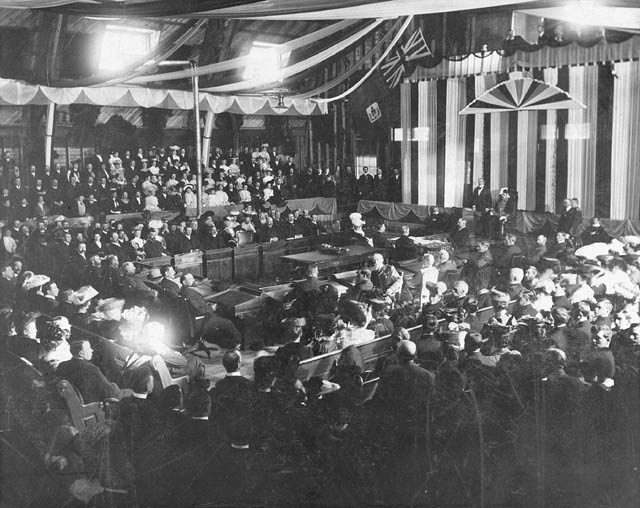
Eröffnung des ersten Parlaments von Alberta am 15. März 1906 in Edmonton

1874 bis 1880 kamen die ersten Bauern in die Region, doch erst die Errichtung der transkanadischen Eisenbahn 1883 stellte die Transporttechnik für eine sprunghaft ansteigende Einwanderung bereit. Das Land wurde in Siedlerstellen von einer Quadratmeile aufgeteilt und allein zwischen 1901 und 1905, auf dem Höhepunkt der Einwanderung, wurden 40.000 Verträge geschlossen.

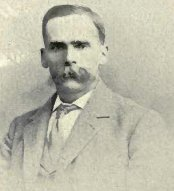
Frank Oliver, Begründer des Edmonton Bulletin, einer Zeitung, die von 1880 bis 1951 erschien

Die Bevölkerung – 1891 gab es nur rund 14.500 nichtindigene Siedler – nahm also schnell zu, und die Ureinwohner gerieten in die Minderzahl. Am 1. September 1905 wurde das Gebiet zur Provinz erhoben, genauso wie Saskatchewan. Dabei hatte Sir Frederick Haultain, der Premier des Distrikts, auf eine Riesenprovinz namens Buffalo gedrängt, die Alberta und Saskatchewan umfassen sollte. Alexander Cameron Rutherford wurde erster Premierminister der Provinz. Er und Frank Oliver, Begründer der einflussreichen Zeitung Edmonton Bulletin, setzten durch, dass Edmonton die Provinzhauptstadt wurde, nicht Calgary.
1911 stellten die ursprünglichen Bewohner, die Indianer, Métis und Inuit, keine 5 % der Bevölkerung mehr. Dennoch kämpften mehr als 12.000 Angehörige dieser First Nations, Métis und Inuit im Ersten und Zweiten Weltkrieg sowie im Koreakrieg.

## Agrar- und Weltwirtschaftskrise, UFA (1914 bis 1939)

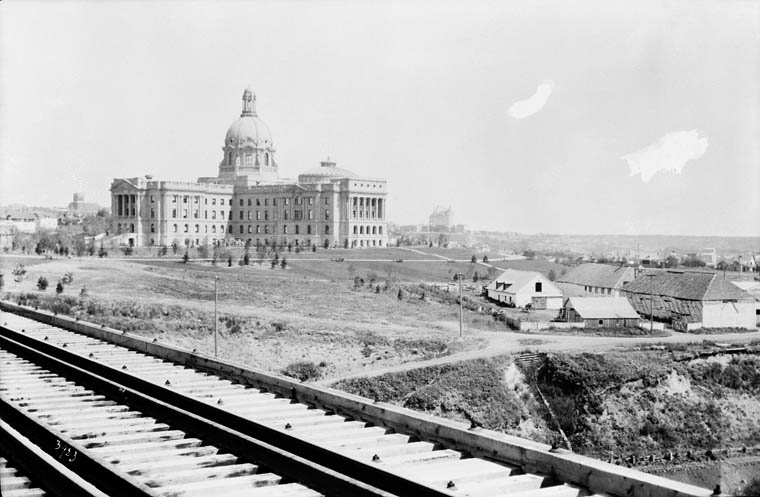
Gebäude der Gesetzgebenden Versammlung und Fort Edmonton, 1914

Albertas Bauern bevorzugten Weizen, doch die Sorte Red Fife war der Trockenheit nicht immer gewachsen. So züchtete man 1907 mit Erfolg die Sorte Marquis, die schneller zur Reife kam. Dazu kamen dampfgetriebene Traktoren und Pflüge, die die Bearbeitung riesiger Flächen ermöglichten. Ihre Bedienung erforderte bald spezialisierte Wanderarbeiter und hohen Kapitaleinsatz. So konnte jeder Sommer mit zu wenig Regen die Wirtschaft der ganzen Provinz in Mitleidenschaft ziehen. Diversifizierung war jedoch unter den dortigen Bedingungen nur begrenzt möglich. Alberta lieferte praktisch ausschließlich Getreide und Vieh, was die Region extrem abhängig von den Preisen und von der Zollpolitik machte.

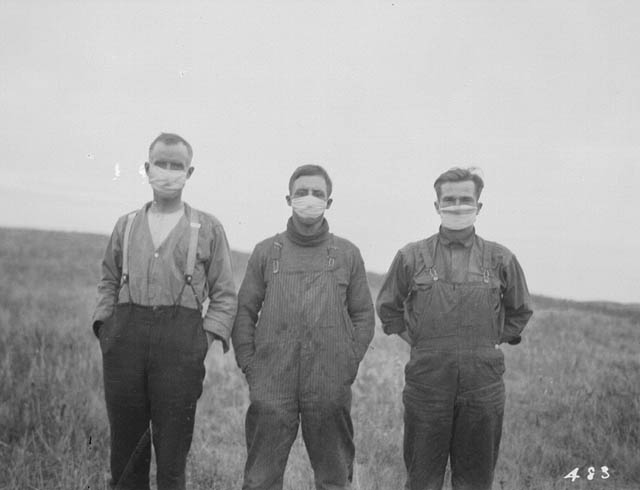
Männer trugen während der Arbeit Atemschutz, um sich vor der Spanischen Grippe zu schützen, Herbst 1918

Das änderte sich ein wenig 1914, als im Turner Valley nahe Calgary Öl gefunden wurde. Doch nach dem Ersten Weltkrieg wurde Alberta von einer schweren Krise der Agrarwirtschaft erfasst, zu der sich wieder einmal eine ausgeprägte Trockenheit gesellte. Dazu kam die Spanische Grippe, der in Kanada rund 50.000 Menschen zum Opfer fielen. Monatelang mussten Atemmasken getragen werden. Diese Notlage manifestierte sich auf der politischen Ebene im Erfolg einer bis dato eher unbekannten Partei, den United Farmers of Alberta (UFA), die 1921 die Vorherrschaft der Alberta Liberal Party brach. Letzterer war zudem 1917 ihr führender Kopf, Premierminister Arthur Sifton verloren gegangen, da er zum Zollminister in der Bundesregierung avanciert war. Die UFA stellte bis 1934 die Regierung, zunächst unter Führung von Charles Stewart (bis 1921), dann unter Herbert Greenfield (bis 1925), schließlich unter John Edward Brownlee und Richard Gavin Reid.

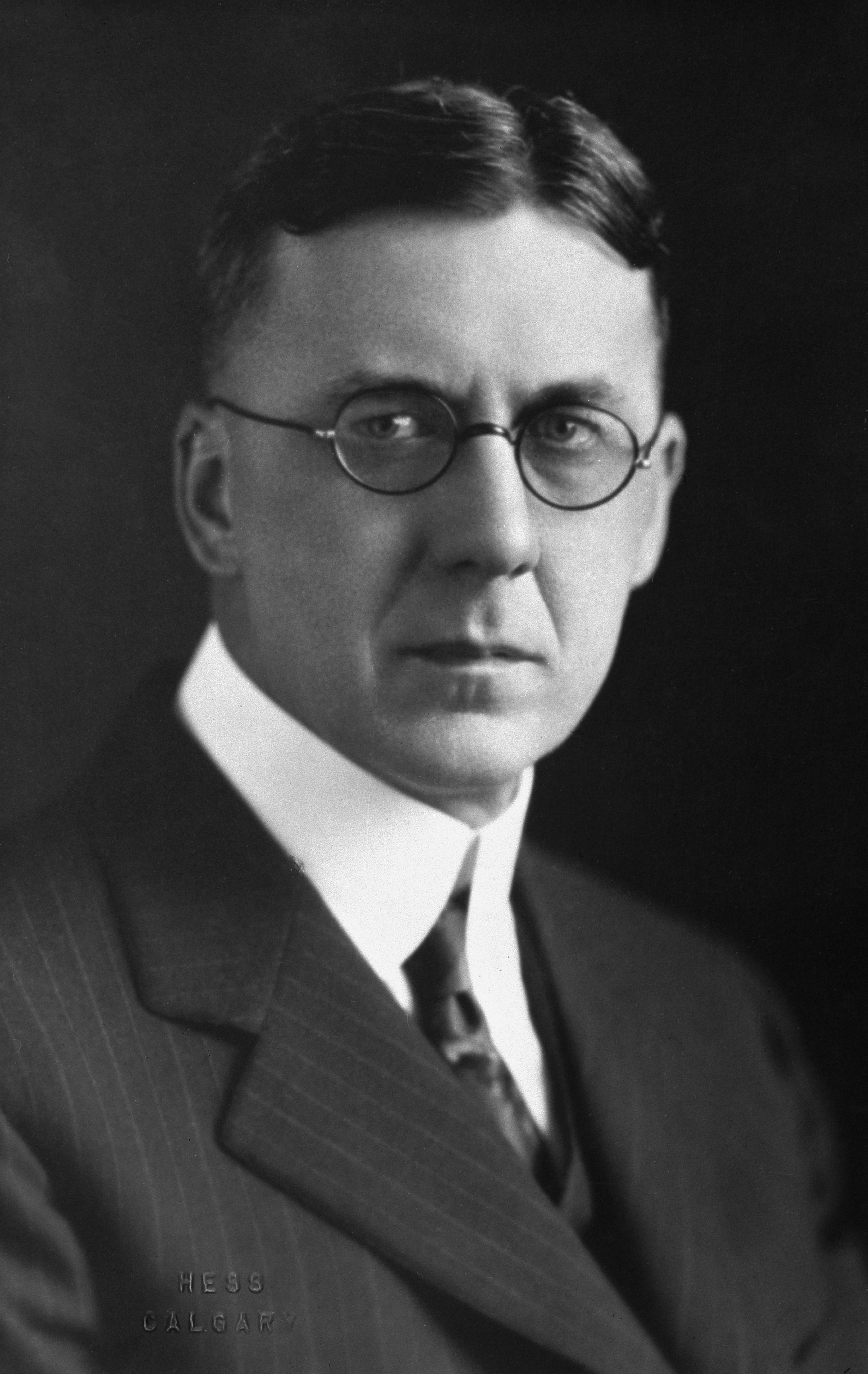
John Edward Brownlee (1884–1961), Premierminister Albertas von 1925 bis 1934

1923 richtete die UFA einen Getreidefonds ein und schaffte die Alkoholprohibition ab. John Edward Brownlee, der innerhalb der UFA schon länger eine wichtige Rolle gespielt hatte, folgte 1925 Greenfield als Premierminister und die UFA gewann 1926 die Wahl. 1929 errang die Provinzregierung die Kontrolle über die Rohstoffe von der Bundesregierung, ein Recht, das die älteren, östlichen Provinzen bereits 1867 erhalten hatten. Die UFA nahm in diesen Jahren zunehmend konservative Züge an und errang mit diesem Programm 1930 einen letzten Wahlsieg.
Von 1922 bis 1929 erholte sich die Wirtschaft der Provinz, doch 1930 geriet sie in den Sog der Weltwirtschaftskrise. Dazu kamen erneut extrem trockene, staubige Jahre (vgl. Dust Bowl), die als „Dirty Thirties“ im Gedächtnis geblieben sind, und Plagen, wie die Heuschrecken (genauer Kurzfühlerschrecken (grasshoppers)). In deren Folge setzte eine umfangreiche Landflucht in die wenigen Städte ein, die wiederum die dortigen Löhne fallen ließ. Nun versuchte man Fehler zu korrigieren, und vor allem durch Hecken, Bodenbedeckung und angepasste Bearbeitungsmethoden die Feuchtigkeit im Boden zu halten, aber auch die Bodenerosion zu reduzieren.
Die Métis gründeten 1932 die Association des Métis de l'Alberta oder Métis Nations of Alberta Association. Sie erreichten 1938, dass mit dem Métis Population Betterment Act fortan Land für ihre Siedlungen vorbehalten wurde.

## Social Credit Party und Zweiter Weltkrieg (1934 bis 1946)
1934 wählte Alberta die UFA ab und entschied sich wieder für eine wenig bekannte Partei, die Social Credit Party of Alberta unter Führung des christlich-fundamentalistisch denkenden William Aberhart. Sie versprach, mit neuen Konzepten die wirtschaftlichen Probleme anzugehen. Vizegouverneur John Campbell Bowen weigerte sich jedoch 1937 Gesetzesvorlagen zu ratifizieren, mit denen die Provinzregierung die Banken unter ihre Kontrolle bringen wollte, eine Voraussetzung, um Vermögenszertifikate an die Bürger der Provinz auszugeben. Auch der Versuch, die Zeitungen unter Kontrolle zu bringen, indem man ihnen jederzeit Gegendarstellungen im Sinne der Regierung aufzuzwingen versuchte, scheiterte. Trotz der bis 1939 anhaltenden Krise gewann die Partei neun Wahlen in Folge und stellte bis 1971 die Regierung. Aberhart starb 1943 überraschend, ihm folgte für zweieinhalb Jahrzehnte Ernest Manning (1943 bis 1968).

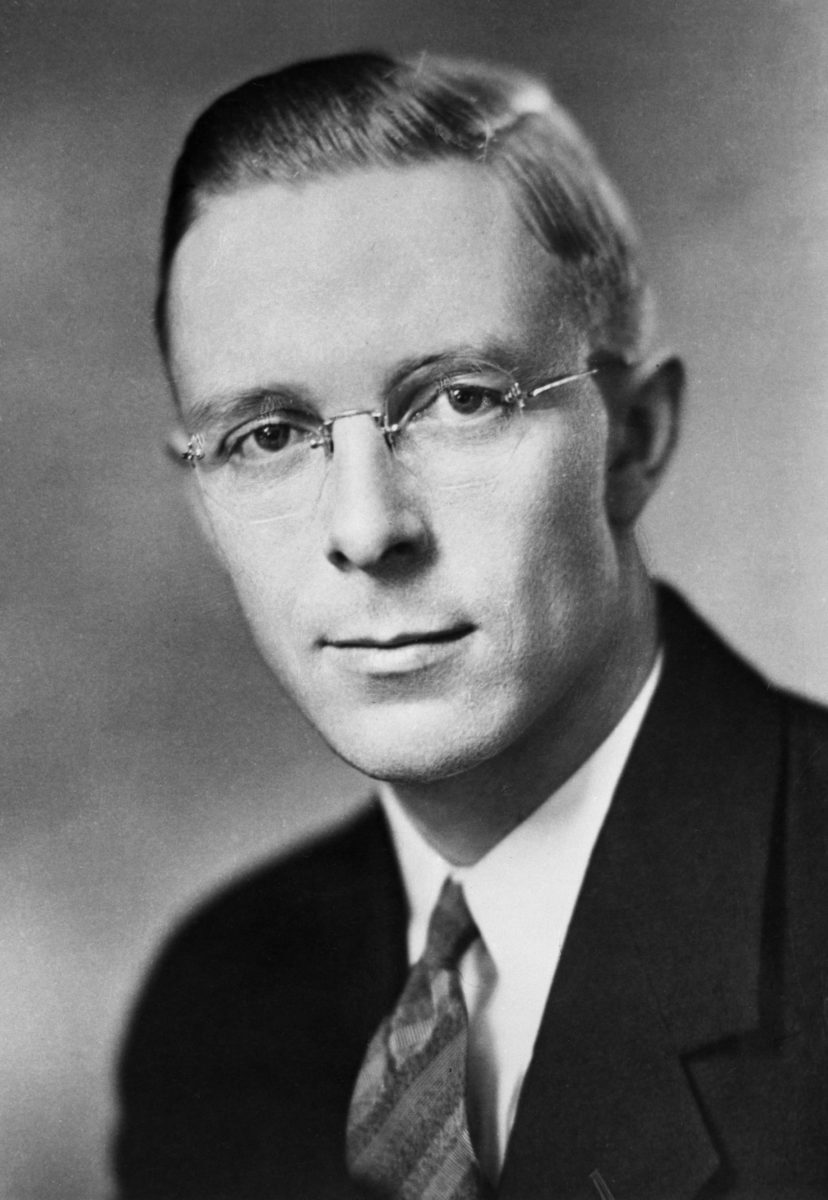
Ernest Manning, Premierminister von Alberta von 1943 bis 1968, bei seinem Regierungsantritt

Manning musste unter dem Druck der Bundesregierung und von Gerichtsurteilen auf seine ursprünglichen Wirtschaftspläne verzichten und mäßigte auch die fundamentalistischen Gruppen in der Partei. Dennoch galt sie als konservativste Partei des Landes. Der Eintritt in den Zweiten Weltkrieg brachte der regionalen Wirtschaft neue Absatzmöglichkeiten. Hatten die Arbeitslosen der Weltwirtschaftskrise die Infrastruktur, Straßenbau, Dämme, Eisenbahnen (z. B. die Athabasca Northern Railway), erheblich verbessert, so gingen nun Agrarprodukte über Montreal bis nach Großbritannien. Calgary und Edmonton wurden Boomtowns der Kriegsindustrie. Auch lieferten Internierungslager bei Wainwright und im Kananaskis Country kriegswichtige Arbeitskräfte, unter denen sich deutsche Kriegsgefangene befanden.

## Nachkriegszeit und Rohstoffboom (seit 1945)
1947 wurden Ölfunde bei Leduc nahe Edmonton gemacht. Bereits 1954 beschäftigte die Industrie mehr Menschen als die gesamte Landwirtschaft und brachte auch mehr Umsatz und Gewinn. Der entstehende Arbeitskräftemangel wurde durch eine neue Einwanderungswelle kompensiert, die erhöhten Steuereinnahmen erlaubten den Ausbau des Gesundheitswesens, der Infrastruktur und der öffentlichen Dienstleistungen. In Calgary und Edmonton, wo 1945 kaum 25 % der Bevölkerung gelebt hatten, lebte bereits 1966 jeder zweite Bewohner der Provinz. Diese Verstädterung der Bevölkerung beendete auch die ländlich-evangelikale Dominanz, und so verlor die Social Credit Party 1971 die absolute Mehrheit und schließlich die Wahl von 1973.
Währenddessen boomte die Rohstoffindustrie weiter. Ab 1960 kamen zu den Ölfunden reichhaltige Bitumen- und Erdgasfunde, während die Kohlereserven an Bedeutung verloren. Ab 1967 wurde Kohle daher zunehmend ins Ausland exportiert, vor allem nach Japan. Seit 1967 bzw. 1978 wird Bitumen in eigenen Raffinerien weiterverarbeitet. Zwar wuchs die Industrie in Alberta rapide, doch hatte die Rohstoffgewinnung nur die Agrarindustrie als Monokultur abgelöst. Dazu kam die Energieproduktion, die aber Monopolen unterlag. Ihre Privatisierung begann erst 2001.

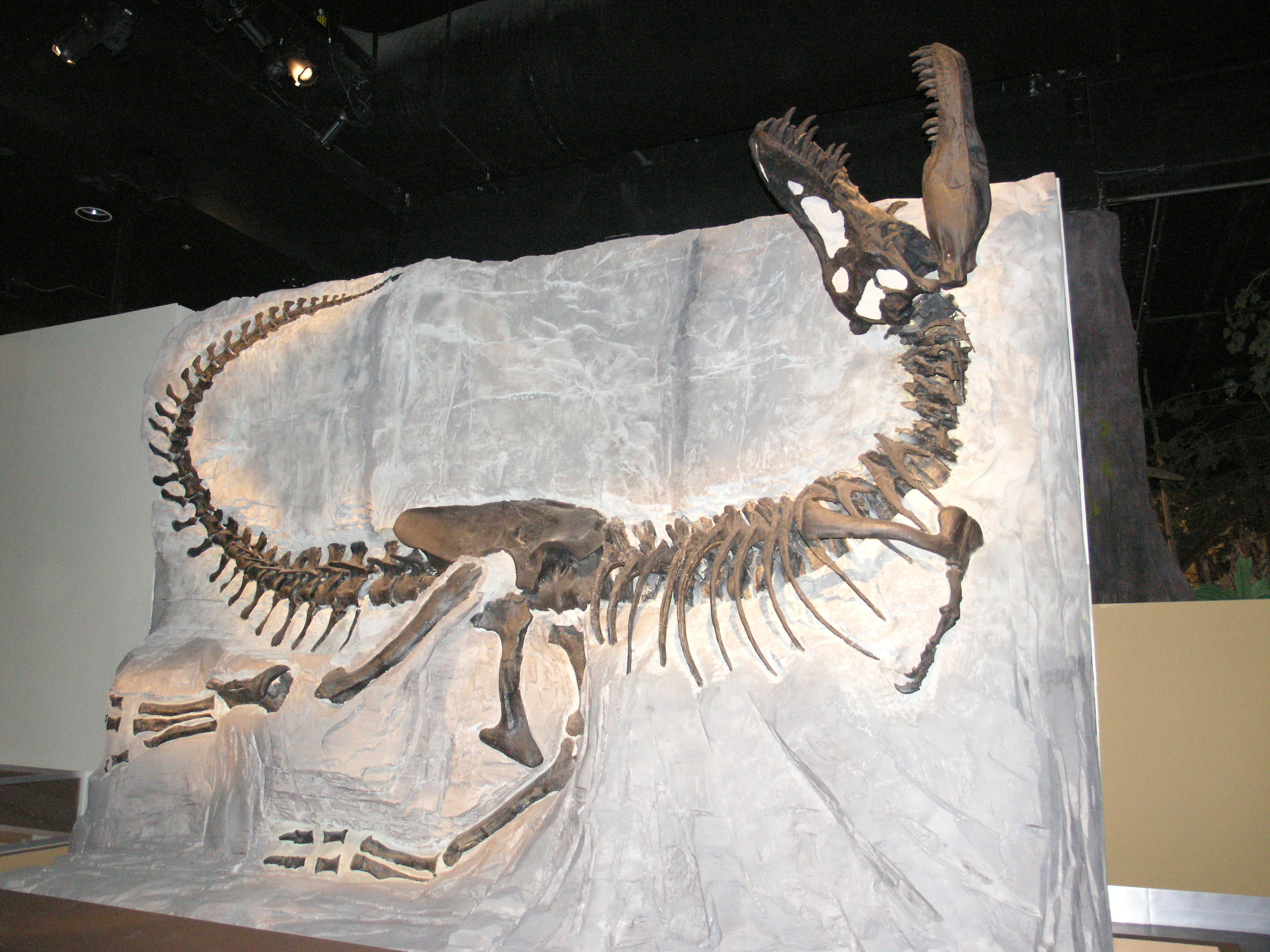
Tyrannosaurus Rex im Royal Tyrrell Museum of Palaeontology

Im Laufe der 1970er-Jahre wuchs neben der Urproduktion die Finanzwirtschaft in Calgary, und auch der Tourismus wuchs stark an. Dazu trugen wesentlich die National- und Provinzparks bei, deren bedeutendste wohl der Banff-, der Elk-Island- und der Jasper-Nationalpark sowie der grenzüberschreitende Waterton-Glacier International Peace Park sind, aber auch der Dinosaurier-Provinzpark. Dazu kommt der Wood-Buffalo-Nationalpark, wo die vom Aussterben bedrohten Waldbisons (Bison bison athabascae) ein Refugium fanden. Mit der Gründung der Athabasca University trug man 1970 der zunehmenden Bedeutung des Fernunterrichts Rechnung. Dazu unterhält die Provinz inzwischen 18 Museen.
Die Social Credit Party wurde 1971 von der Progressive Conservative Association of Alberta unter Peter Lougheed (Premier von 1971 bis 1985) abgelöst, die seither ununterbrochen die Regierung stellt. Während der Ölkrise geriet die Provinz mit Ottawa in eine heftige Auseinandersetzung, weil Lougheeds Regierung versuchte, aus den drastisch erhöhten Preisen Gewinn zu schlagen, während Ottawa mit Exportverboten und Preisfestsetzungen versuchte, den Preissteigerungen zu begegnen. Zudem stritt man sich um die Frage, ob Bundes- oder Provinzsteuern zuerst entrichtet werden mussten. Die fallenden Preise der nächsten Jahre milderten den letztlich nicht lösbaren Interessengegensatz. Alberta überließ es nicht mehr einfach den Explorationsfirmen, die Bodenschätze zu heben und der Provinz dafür Abgaben zu zahlen, sondern etablierte eine Kontrolle über Produktion, Marketing und Preise der Ölindustrie. Als die Weltmarktpreise für Rohstoffe stagnierten – Lougheed hatte dies vorhergesehen und zur Diversifizierung der Wirtschaft den Alberta Heritage Trust Fund gegründet –, geriet Alberta dennoch mit seinen zu geringen Einnahmen in Schwierigkeiten, denen Premier Don Getty (1985 bis 1992) wenig entgegensetzen konnte. Zudem geriet die Provinz erneut mit der Bundesregierung in Konflikte, so 1979, vor allem aber 1981, als Alberta die Ölausfuhr in die Ostprovinzen um 5 bzw. 10 % kürzte (März bzw. Juni). Man einigte sich schließlich darauf, dass Alberta Öl zu maximal drei Vierteln des Weltmarktpreises liefern sollte, dass jedoch die Ausfuhren in die USA zollfrei bleiben sollten – eine Regelung, die ab 1986 Gültigkeit erlangte. Außerdem wurde festgesetzt, dass 30,2 % der Erdöleinnahmen in der Provinz verbleiben und 25,5 % in die Bundeskasse fließen sollten.
1988 fanden in Calgary und Umgebung die Olympischen Winterspiele statt. Seit dem starken Anstieg der Ölpreise wird der Abbau der Athabasca-Ölsande im Nordosten der Provinz (um Fort McMurray) verstärkt betrieben. Dies brachte der Regierung unter Ralph Klein (1992 bis 2006) eine gewisse Stabilisierung, die auch den Ausgleich des Haushalts wesentlich erleichterte. Dazu kamen gestiegene Einnahmen aus dem staatlich kontrollierten Glücksspiel. Doch sinkende Einnahmen, dazu Importverbote seitens der USA wegen der Rinderseuche BSE, zwangen den Premier, dem ein autoritärer Führungsstil vorgeworfen wurde, 2006 zum Rücktritt zugunsten von Ed Stelmach. Am 3. März 2008 gewann Stelmach die Wahlen, doch die Beteiligung war so niedrig wie seit einem halben Jahrhundert nicht mehr.
Hatte Alberta über Jahre vom steigenden Ölpreis profitiert, der 2008 über 140 US-Dollar pro Barrel lag, so brach Anfang 2009 die Förderung ein, da sie in den Ölsanden besonders teuer ist. Sie gilt erst ab rund 70 Dollar als rentabel, jedoch fiel der Ölpreis auf unter 40. So wurde etwa der Bau einer Mine bei Fort-Hills mit einem Investitionsvolumen von rund 19 Milliarden Dollar storniert. Das Gesamtvolumen der Explorationsinvestitionen wurde von 125 Milliarden auf 40 Milliarden zurückgeschraubt. Von den 2,75 Millionen Barrel Rohöl, die in Alberta täglich gefördert wurden, stammten bereits 1,2 Millionen aus Ölsand. Im August 2009 einigten sich die Regierungen Kanadas und der USA durch persönliche Erlaubnis des Präsidenten Obama auf den Bau einer 1600 km langen Pipeline von Hardisty nach Superior in Wisconsin, Klagen von Umweltschutzverbänden und Verbänden der Ureinwohner gegen das „schmutzigste Öl der Welt“ sind anhängig. Im August 2011 kam es zu zweiwöchigen Protesten von Umweltschutzorganisationen vor dem Weißen Haus, bei denen mehr als 800 Teilnehmer verhaftet wurden. Doch die Regierung verneinte Umweltschäden durch den Pipelinebau, der 2013 fertiggestellt sein soll.

## Indianerpolitik

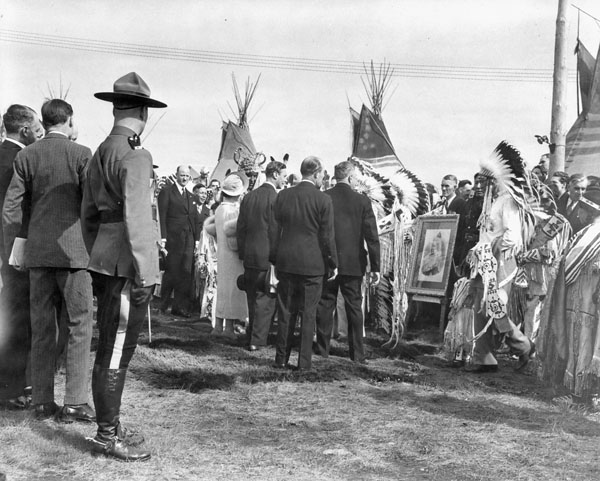
Als 1939 königlicher Besuch zu den Stoney kam, untermauerten diese mit dem Bild von Königin Victoria, mit der sie ihre Verträge abgeschlossen hatten, ihre Landansprüche.

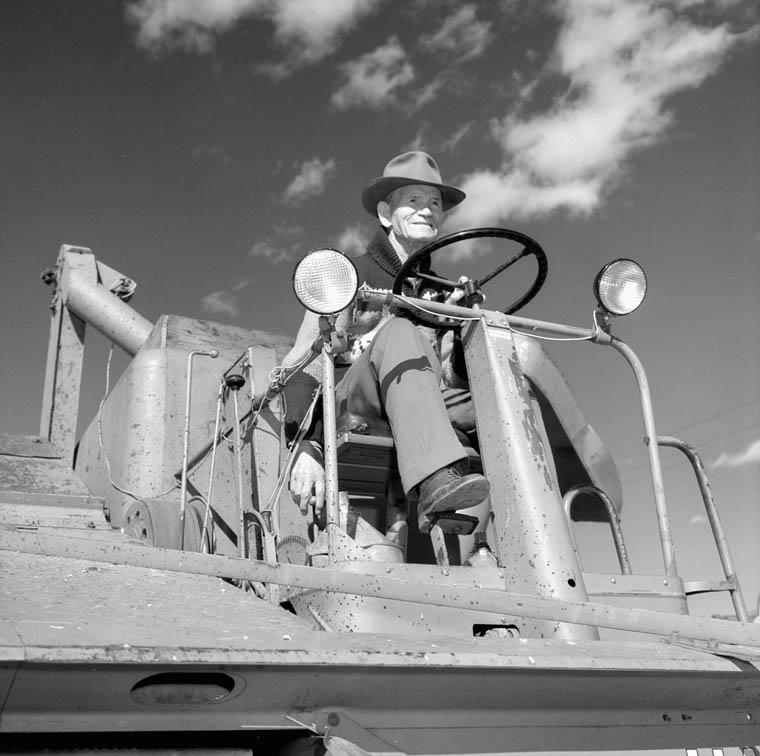
Senator James Gladstone auf einem Mähdrescher im Kainai-Reservat nördlich von Cardston

1927 wurde es den Indianern verboten, politische Organisationen zu gründen. Dennoch entstand 1933, vor allem durch Angehörige der Cree und der Stoney, die League of Indians of Alberta (LIA). Sechs Jahre später entstand die Indian Association of Alberta (IAA) als Abspaltung der 1942 aufgelösten League of Indians in Western Canada.
Doch während des Zweiten Weltkriegs gelang es nicht, weitere Indianergruppen in Alberta einzubinden. Im Gegenteil gründeten Gruppen aus dem Südwesten Albertas die Blood Indian Local Association. Darin spiegelten sich alte Gegensätze zwischen Cree und Blood wider.
Zum Vermittler wurde James Gladstone, selbst Angehöriger der Cree, der von den Blood angenommen wurde. 1946 wurde er zum Direktor der IAA und saß ihr 1950–53 und 1956–57 vor. Sein Ziel war zunächst die Sicherung der Vertragsrechte aus den Numbered Treaties, dann Bildung und Hilfe gegen die Verarmung. Die Aufhebung des Alkoholverbots für Indianer, die Möglichkeit für Indianer, ihren Status zu verlieren, vor allem aber die Aufteilung und Individualisierung von Reservaten blieben umstritten. Die Rinderzucht erforderte große zusammenhängende Gebiete, die im Allgemeinen dem Stamm als Gesamtheit gehörten, und somit nicht zerstückelt werden sollten.
1951 wurde immerhin die Stoßrichtung des Indianergesetzes von 1878 geändert. Explizit sollte die indianische Kultur nun nicht mehr bekämpft werden, die Assimilationsversuche wurden aufgegeben. Das Gesetz verhinderte zudem die Landaufteilung, enthielt den Indianern aber weiterhin das Wahlrecht vor. Zudem verloren durch die Neufassung manche Stämme, wie 1956 die Samson Cree in Hobbema (zwischen Edmonton und Red Deer) ihren Status als anerkannte Indianer (status indians) – wenn diese Entscheidung auch bereits 1957 wieder aufgehoben wurde. James Gladstone zog 1958 in den Senat Kanadas ein und wurde damit zum ersten Senator aus einer Familie der Ureinwohner (vgl. Geschichte der First Nations). 1960 erhielten die Indianer landesweit das Wahlrecht.
Als 1969 ein Kampf um den Sonderstatus einsetzte, der in die Assimilation und die Aufhebung der Reservate münden sollte, wie sie Jean Chrétien forderte, stellte die IAA 1970 das Grundsatzprogramm Citizens Plus auf. Während des Verfassungskonflikts von 1982 (vgl. Verfassungsgesetz von 1982) organisierte die IAA eine Demonstration in Edmonton, an der 6000 Indianer teilnahmen. Ähnlich erfolgreich war 1987 bis 1990 der Kampf gegen den Meech Lake Accord, doch bei den Auseinandersetzungen um den Dammbau am Oldman River (1990–92) konnten sich die betroffenen Blackfoot nicht durchsetzen.
In den folgenden Jahren zogen die Indianer Kanadas wieder zunehmend die Kontrolle über die Schulen an sich, seit Ende der 1980er-Jahre auch Teile des Gesundheitswesens.
1998 begann die Regierung eine Politik der Versöhnung (reconciliation) und entschuldigte sich im Juni 2008 für ihre Rolle im Zusammenhang mit den Residential Schools, ebenso wie die beteiligten protestantischen Kirchen dies schon zuvor getan hatten. Das hielt die Provinzregierung allerdings nicht davon ab, der IAA die staatlichen Mittel zu streichen, was die Organisation von Spenden abhängig macht.